# Catocala victoria
Catocala victoria är en fjärilsart som beskrevs av Woskressensky 1927. Catocala victoria ingår i släktet Catocala och familjen nattflyn. Inga underarter finns listade i Catalogue of Life.